# Internetkanaal
Het Internetkanaal (Engels: Internet Channel) was een versie van de Opera-webbrowser die voor de Wii ontwikkeld werd door Opera Software en Nintendo. Op 22 december 2006 is er een testversie uitgekomen, deze was gratis te downloaden via het Shop Channel tot eind juni 2007. Daarna kostte dit channel 500 Wii Points. Het wordt opgeslagen op het interne Flash-ROM-geheugen van de Wii, maar per 1 september 2009 is deze browser weer gratis te downloaden. De browser is in staat de Wii met het internet te verbinden via wifi of via een ethernetkabel. Een gelijkwaardige browser werd ontwikkeld voor de Nintendo DS, genaamd Nintendo DS Browser, die ook werd ontwikkeld door Opera Software en Nintendo.

## Functionaliteit
Dankzij het Internetkanaal hebben gebruikers volledige toegang tot het internet en maken ze gebruik van dezelfde webstandaarden die inbegrepen zijn in de Opera 9-webbrowser voor computers, waaronder JavaScript. De browser is ook in staat om geavanceerde webapplicaties te gebruiken zoals Google Maps, door het gebruik van technologieën zoals Ajax. Wel heeft het Internetkanaal moeite met sommige Flash-filmpjes en zullen dan ook niet werken, ook Flash wordt ondersteund, maar omdat de Wii-mote alleen als muis kan worden gebruikt hebben verschillende sites spelletjes verzameld die met de Wii-mote kunnen werken.